# 하마아쓰마역
하마아쓰마역(일본어: 浜厚真駅)은 일본 홋카이도 유후쓰 군 아쓰마정에 위치한 홋카이도 여객철도 히다카 본선의 철도역이다. 단선 승강장 1면 1선의 구조를 갖춘 지상역이다.

## 이용 현황
- 1981년도 : 8명
- 1992년도 : 34명

## 역 주변
- 국도 제235호선
- 히다카 자동차도 아쓰마 나들목
- 도마토아쓰마 화력 발전소
- 아쓰마 강

## 역사
- 1913년 10월 1일 : 도마코마이 게이벤 철도의 아즈마역으로서 개업. 일반역.
- 1925년 11월 15일 : 하마아즈마역으로 개칭.
- 1927년 8월 1일 : 도마코마이 게이벤 철도가 국유화에 의해 관설철도로 이관. 선로명을 히다카 선으로 개칭. 그것에 의해 이 노선의 역이 된다. 동시에 역명 읽기를 하마아쓰마로 개칭.
- 1943년 11월 1일 : 선로명을 히다카 본선으로 개칭, 그것에 의해 이 노선의 역이 된다.
- 1977년 2월 1일 : 화물 · 소화물 취급 폐지. 동시에 출·개찰 업무를 정지해 여객 업무에 대해서 무인화. 단, 폐색 취급의 운전 요원은 계속 배치. 승차권은 간이 위탁화.
- 1986년 11월 1일 : 전자 폐색 도입에 의해 운전요원 무인화.
- 1987년 4월 1일 : 일본국유철도 분할 민영화에 의해, 홋카이도 여객철도가 승계.
- 1987년 : 화차 역사를 개축.
- 시기 불명 : 간이 위탁 폐지, 완전 무인화.

## 인접 역
| 홋카이도 여객철도 히다카 본선 | 홋카이도 여객철도 히다카 본선 | 홋카이도 여객철도 히다카 본선 |
| ----------------------------- | ----------------------------- | ----------------------------- |
| 유후쓰 도마코마이 방면        | ■ 히다카 본선                 | 무카와 사마니 방면            |